# Leslie hurrikán (2018)

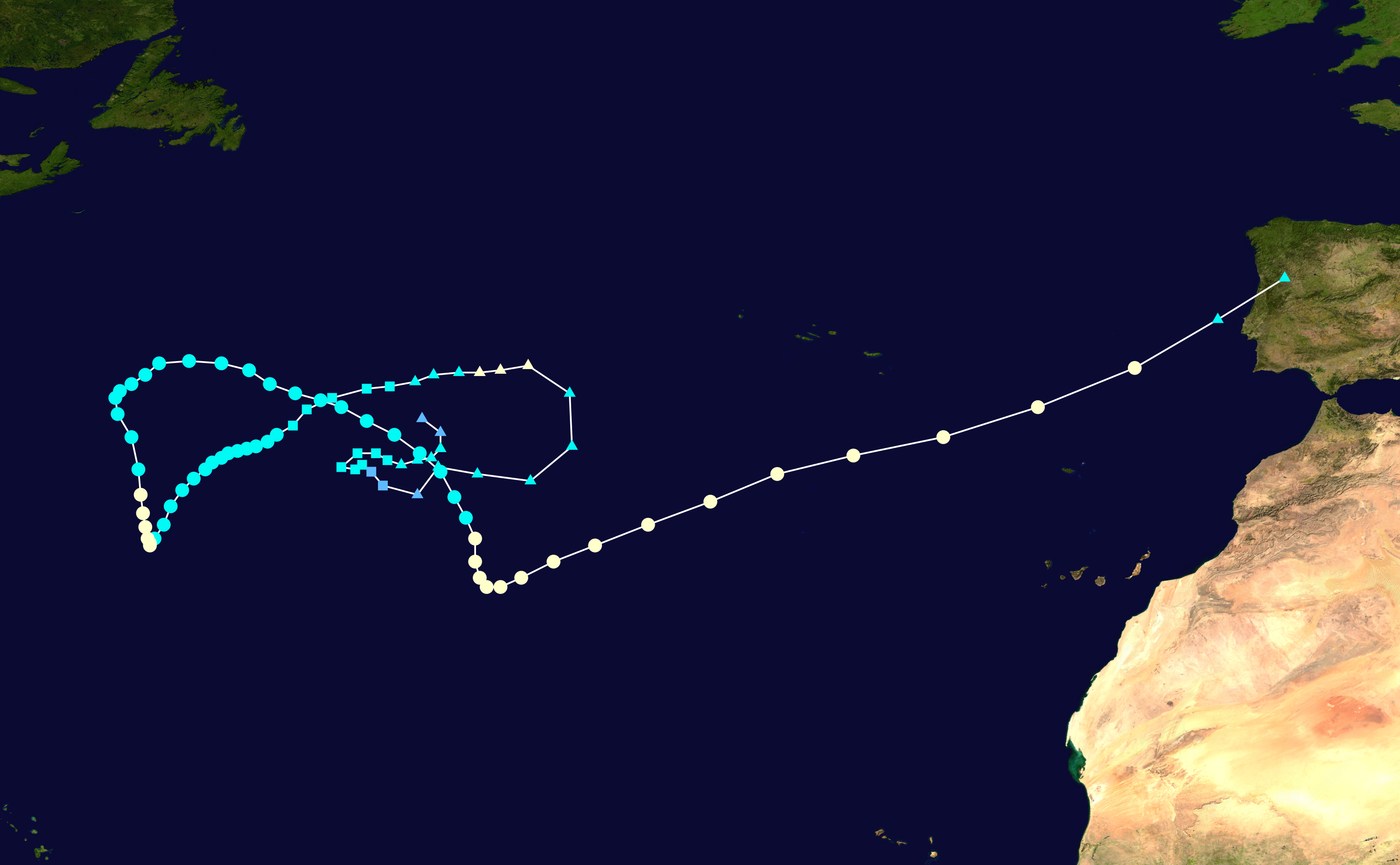
A Leslie hosszú útja

A 2018-as Leslie hurrikán (Portugáliában és Spanyolországban Leslie vihar) több mint háromhetes aktivitásával egyike volt a leghosszabb életű atlanti hurrikánoknak.
Ez volt a legerősebb trópusi ciklon, amely teljes egészében érintette az Ibériai-félszigetet 1842 óta, leszámítva az Ophelia hurrikánt (2017), amely csak részben érintette. Elég hosszú életű és tévelygő hurrikán volt, több mint 3 hétig volt aktív, ezzel a Leslie lett a 9. legtovább élő atlanti hurrikán, amit valaha rögzítettek, és ez volt a leghosszabb életű ciklon a 2012-es Nadine hurrikán óta. A Leslie volt az a hurrikán, amelyik legalább egy hurkot leírt az óceán fölött a José óta, és ez volt a legtöbbet kóválygó, és legtöbbször irányt és sebességet változtató hurrikán a Nadine hurrikán (2012) óta. Továbbá több év óta ez volt az első hurrikán, mely többször is keresztezte saját korábbi pályáját (korábban ezt a 2012-es Nadine tette meg). Ez volt a 2018-as atlanti hurrikánszezon tizenharmadik rendszere, tizenkettedik nevet kapott vihara, hatodik hurrikánja és hatodik szubtrópusi vihara. Rég nem volt példa arra, hogy egy szezonban ennyi szubtrópusi vihar legyen.